# Smiling in a warzone
|  | Denne artikel er oprettet af botten PalnaBot ud fra en ekstern database. Den kan derfor have sproglige fejl eller mangler. Denne skabelon kan fjernes efter kontrol af indholdet. |

Smiling in a warzone er en dokumentarfilm fra 2006 instrueret af Simone Aaberg Kærn, Magnus Bejmar efter manuskript af Simone Aaberg Kærn.

## Handling
En eventyrlig road-movie i et enmotors piper-propelfly. Den danske billedkunstner Simone Aaberg Kærn har læst om en ung pige i Kabul, hvis største ønske det er at blive pilot. Hun beslutter sig for at finde pigen og give hende luft under vingerne. Med en vision om at 'himlen skal være fri for alle', på tværs af diverse krigszoner og restriktioner, som fulgte 11. september, køber Simone et 40 år gammelt lærredsklædt fly og sætter kursen mod Kabul. I denne lille, charmerende maskine vil hun sprede drømmen om selv at sidde bag rorpinden helt ind i de afghanske pigesjæle. Mod al fornuft og alle odds begiver Simone sig af sted på sin aero-feministiske-kamikaze færd. Hverken myndighederne i Iran eller Pentagon ønsker at lukke hende ind. Men for Simone kan alt lade sig gøre, et nej er aldrig et nej, end ikke fra det amerikanske militær.